# Paolo Seganti
Paolo Seganti (Rovereto, 20 mei 1965 is een Italiaanse acteur en model.

## Biografie
Seganti werd geboren in Rovereto in een gezin van vijf kinderen. Op achttienjarige leeftijd verhuisde hij naar Los Angeles.
Seganti begon in 1996 met acteren in de televisieserie The Nanny, waarna hij nog meerdere rollen speelden in televisieseries en films. Hij is vooral bekend van zijn rol als Damina Grimaldi in de televisieserie As the World Turns waar hij in 165 afleveringen speelde (1994-2010).
Seganti is in 2001 getrouwd en heeft vijf kinderen. Naast het acteren is hij ook model voor onder anderen Chanel, Calvin Klein en Gianfranco Ferré.

## Filmografie

### Films
Uitgezonderd korte films.
- 2012 Barabbas – als Valerio Flacco
- 2012 Toti copiii domnului – als Bruno
- 2011 Sotto il vestito niente – L'ultima sfilata – als Beppe Luini
- 2008 Carnera: The Walking Mountain – als Eudeline
- 2004 L'américain – als Rick
- 2004 Signora – als Guido
- 2004 Ultimo 3: L'infiltrato – als Arciere
- 2001 Largo Winch: The Heir – als Largo Winch
- 2001 Married/Unmarried – als Paul
- 2000 Sex & Mrs. X – als Francesco
- 2000 Kinderraub in Rio – Eine Mutter Schlägt Zurück – als Benedito
- 1999 Ultimo 2 – La sfida – als Arciere
- 1999 Michele Strogoff – il corriere dello zar – als Michael Strogoff
- 1999 Tea with Mussolini – als Vittorio Fanfanni
- 1998 Ultimo – als Arciere
- 1997 Still Breathing – als Tomas De Leon
- 1997 L.A. Confidential – als Johnny Stompanato
- 1996 Everyone Says I Love You – als date

### Televisieseries
Uitgezonderd eenmalige gastrollen.
- 2014 Cleaners - als zakenman - 3 afl.
- 2013 One Life to Live – als Arturo Bandini – 17 afl.
- 1994-2010 As the World Turns – als Damian Grimaldi – 165 afl.
- 2007 La figlia di Elisa – Ritorno a Rivombrosa – als Conte Martino Ristori – 8 afl.
- 2007 La lance de la destinée – als Peter Kenzie – 5 afl.
- 2001-2003 Largo Winch – als Largo Winch – 35 afl.
- 1999 Caraibi - als Ippolito 'Du Bois' Albrizzi - 4 afl.

- Biblioteca Nacional de España: XX5082518
- Bibliothèque nationale de France: cb14225923t (data)
- Gemeinsame Normdatei: 101656662X
- International Standard Name Identifier: 0000 0001 1965 0917
- Library of Congress Control Number: no2016141203
- Nederlandse Thesaurus van Auteursnamen: 407442359
- Istituto Centrale per il Catalogo Unico: UBOV931273
- Virtual International Authority File: 170579984